# 若干惠
若干惠（？—547年），胡姓若干氏，字惠保，代郡武川（今内蒙古武川县）人。

## 生平
若干惠性刚直，有勇力，体貌雄魁，爱惜士卒，在军中颇有威望。其先世与鲜卑拓跋氏一起兴盛於漠北，以部落名为氏，成为内入诸姓之一。冀州刺史若干树利周之子。开始为尔朱荣部属，从尔朱荣征战，以战功拜中坚将军。若干惠任别将随贺拔岳入关中，解岐州围，擒万俟丑奴，平水洛，定陇右，积战功封封北平县男。贺拔岳为侯莫陈悦所害，与寇洛、赵贵共谋拥戴夏州刺史宇文泰。魏孝武帝西迁，进爵魏昌县伯。西魏大统元年（535年），进爵为公。从宇文泰诛杀侯莫陈悦，拜直阁将军。从擒东魏窦泰、复弘农（今河南灵宝北）、沙苑之战（今陕西大荔南），皆先登陷阵，频立战功，加侍中。封长乐郡公。西魏大统七年（541年），迁中领军。于河桥战败高欢，复破欢军于芒山，迁司空，后镇鲁阳。大统十三年（547年）因病在军中去世。谥“武烈”。

## 家庭

### 子女
- 若干凤，北周柱国、大驭中大夫、徐国公
- 若干皇后，西魏恭帝拓跋廓皇后

## 延伸阅读
[在维基数据编辑]
 《周書·卷17》，出自令狐德棻《周書》
 《北史·卷065》，出自李延壽《北史》